# Aartsbisdom Lubango
Het aartsbisdom Lubango (Latijn: Archidioecesis Lubangensis) is een rooms-katholiek aartsbisdom met als zetel Lubango, in Angola. De aartsbisschop van Lubango is metropoliet van de kerkprovincie Lubango, waartoe ook de suffragane bisdommen Menongue, Namibe en Ondjiva behoren.

## Geschiedenis
Het aartsbisdom werd opgericht op 27 juli 1955, als het bisdom Sá da Bandeira, uit delen van het bisdom  Nova Lisboa, en was suffragaan aan het aartsbisdom Luanda. Op 3 februari 1977 werd het verheven tot metropolitaan aartsbisdom met de naam aartsbisdom Lubango. 
Het aartsbisdom verloor gebied bij de oprichting van de bisdommen Serpa Pinto (1975), Pereira de Eça (1975) en Namibe (2009).

## Parochies
Het aartsbisdom had in 2021 een oppervlakte van 79.023 km2 en telde 2.655.860 inwoners waarvan 53,3% rooms-katholiek was.

## Ordinarii

### Bisschoppen
- Altino Ribeiro de Santana (27 juli 1955 - 19 februari 1972)
- Eurico Dias Nogueira (19 februari 1972 - 3 februari 1977)

### Aartsbisschoppen
- Alexandre do Nascimento (3 februari 1977 - 16 februari 1986; kardinaal in 1983)
- Manuel Franklin da Costa (12 september 1986 - 15 januari 1997)
- Zacarias Kamwenho (15 januari 1997 - 5 september 2009; coadjutor sinds 3 maart 1995)
- Gabriel Mbilingi (5 september 2009 - heden; coadjutor sinds 11 december 2006)

## Galerij van afbeeldingen

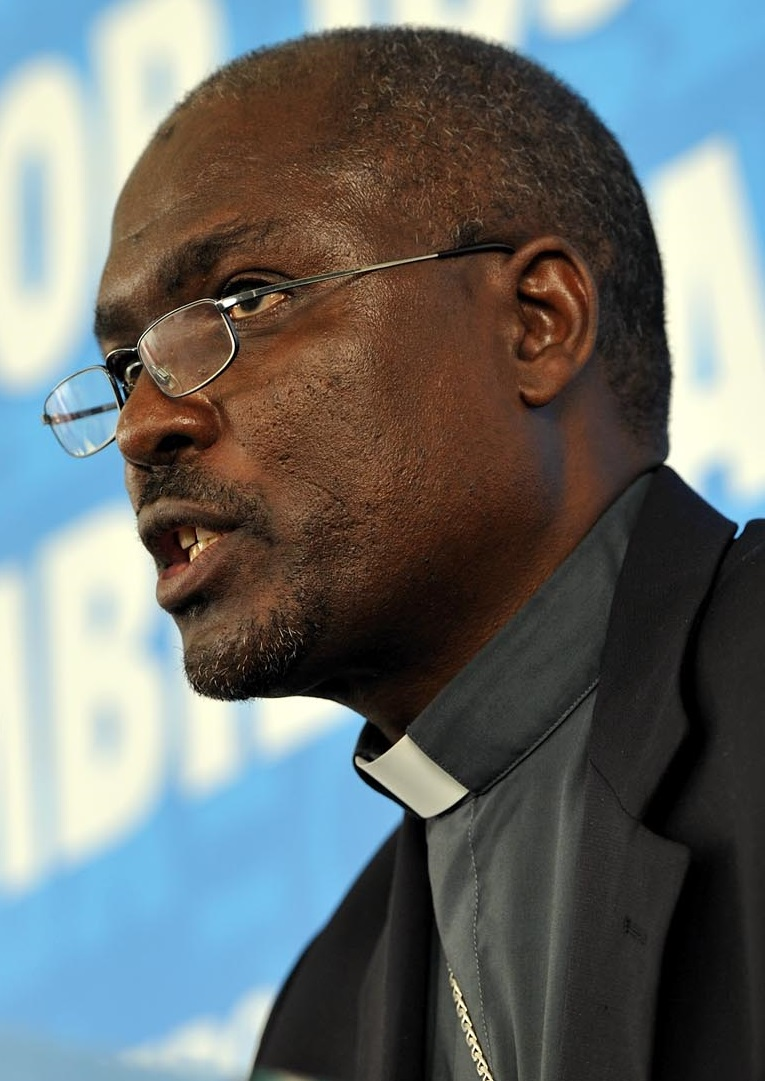
Aartsbisschop Gabriel Mbilingi (2009-heden)